# Домбрувкі-Бренські
Домбрувкі-Бренські (пол. Dąbrówki Breńskie) — село в Польщі, у гміні Олесно Домбровського повіту Малопольського воєводства.
Населення — 705 осіб (2011).

## Демографія
Демографічна структура станом на 31 березня 2011 року:
|          | Загалом | Допрацездатний вік | Працездатний вік | Постпрацездатний вік |
| -------- | ------- | ------------------ | ---------------- | -------------------- |
| Чоловіки | 361     | 82                 | 246              | 33                   |
| Жінки    | 344     | 63                 | 207              | 74                   |
| Разом    | 705     | 145                | 453              | 107                  |